# Aeroportul Internațional Praia
Aeroportul Internațional Praia (în portugheză Aeroporto Internacional Nelson Mandela) (IATA: RAI, RAI, ICAO: GVNP) este un aeroport din Municipalitatea Praia, Capul Verde, Sotavento Islands⁠(d), Republica Capului Verde ce deservește zona Praia. Aeroportul a fost tranzitat în 2024 de 669.697 de pasageri. A fost deschis în 2005 și numit după zona deservită.
Situat la o altitudine de 95 m, aeroportul dispune de 1 pistă. Este operat de Aeroportos e Segurança Aérea⁠(d).

## Infrastructură

### Piste
Aeroportul dispune de o singură pistă. Pista 01/19 are suprafața de asfalt și dimensiunile 2.103 m × 45 m. 